# I-95
I-95 (Interstate 95) — межштатная автомагистраль в Соединённых Штатах Америки, длиной 1919,74 мили (3089,52 км). Проходит по территории пятнадцати штатов. Является самой длинной межштатной автомагистралью, проходящей с севера на юг.
| Штат  | миль    | км      |
| ----- | ------- | ------- |
| FL    | 382,17  | 615,04  |
| GA    | 112,03  | 180,29  |
| SC    | 198,76  | 319,87  |
| NC    | 181,71  | 292,43  |
| VA    | 178,73  | 287,64  |
| DC    | 0,07    | 0,12    |
| MD    | 109,05  | 175,50  |
| DE    | 23,43   | 37,71   |
| PA    | 51,08   | 82,21   |
| NJ    | 97,76   | 157,33  |
| NY    | 23,50   | 37,82   |
| CT    | 111,57  | 179,55  |
| RI    | 43,3    | 69,7    |
| MA    | 91,95   | 147,98  |
| NH    | 16,20   | 26,08   |
| ME    | 303,2   | 488,0   |
| Всего | 1924,51 | 3097,27 |

## Маршрут магистрали

### Флорида — Южная Каролина
Interstate 95 отходит от US 1 немного южнее центра города Майами во Флориде. Затем направляется на север и проходит через город Джэксонвилл. В Джорджии I-95 проходит по восточной части штата, в городе Саванна располагается развязка I-95 и I-16. В Южной Каролине I-95 пересекает I-20.

### Северная Каролина — Виргиния
I-95 — одна из четырёх основных дорог, пересекающих Северную Каролину с юга на север (три другие — US 29/US 220, I-77 и I-26). I-95 проходит неподалёку от столицы Виргинии — города Ричмонд. Здесь I-95 пересекает магистраль I-64.

### Мэриленд — Пеннсильвания
I-95 попадает на территорию Мэриленда через мост имени Вудро Вильсона, затем проходит через южную часть округа Колумбия. Далее магистраль проходит через город Балтимор и направляется в северо-восточную часть Мэриленда. Затем I-95 пересекает границу с Делавэром и направляется в сторону города Уилмингтон. Далее Interstate 95 пересекает границу с Пенсильванией и проходит через город Филадельфия.

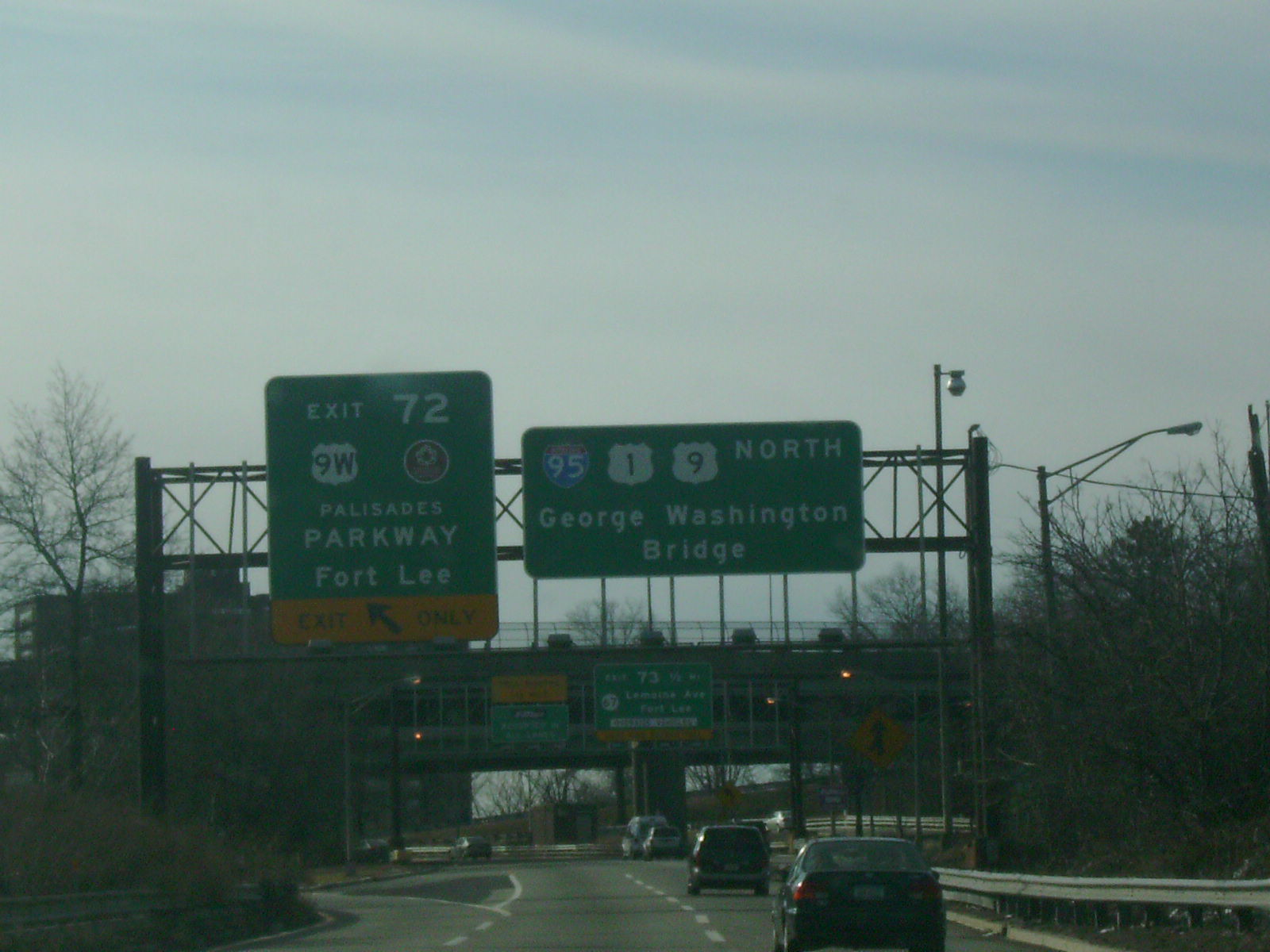
I-95 при подъезде к мосту Джорджа Вашингтона, по которому также проходят трассы US 1 и US 9

### Нью-Джерси — Нью-Йорк
После моста через Делавэр I-95 проходит по территории Нью-Джерси, совпадая с трассой Нью-Джерси Тёрнпайк, до моста Джорджа Вашингтона через Гудзон. До сентября 2018 года отсутствовал отрезок I-95 в районе города Трентон; после его достройки впервые в истории появилась непрерывная автомагистраль от Флориды до Мэна. После моста I-95 проходит по территории штата Нью-Йорк через северную часть Манхэттена, Бронкс и округ Вестчестер, и пересекает границу с Коннектикутом по мосту через реку Байрем (Byram).

### Коннектикут — Мэн
I-95 проходит через южную часть штата Коннектикут, затем направляется в Род-Айленд и проходит через столицу штата Провиденс. В Массачусетсе Interstate 95 огибает Бостон и пересекает границу с Нью-Гэмпширом. Вскоре I-95 попадает на территорию Мэна. I-95 заканчивается на границе США и Канады.

## Основные развязки
- I-10, Джэксонвилл
- I-20, Флоренс[англ.]
- I-40, Бенсон
- I-86, Питерсберг
- I-64, Ричмонд
- I-76, Филадельфия
- I-80, Нью-Йорк
- I-91, Нью-Хейвен

## Вспомогательные трассы
- I-195:
- I-295:
- I-395:
- I-495:
- I-595:
- I-695:
- I-795:
- I-895: